# Арност
У логици, математици, и рачунарству, арност функције или операције је број аргумената или операнада које функција узима. Израз долази од речи унарно, бинарно, тернарно, итд.
Израз арност се обично користи када се говори о операцијама. Ако је f функција , где је S неки скуп, онда је f операција, и n је њена арност.
Арности веће од 2 се ретко срећу у математици, осим у специјализованим областима, а арности веће од 3 се ретко срећу у теоријском рачунарству (мада се у практичном програмирању врло често јављају функције са више од 3 аргумента).

## Примери
Израз арност се ретко користи у свакодневној употреби. На пример, уместо да се каже арност операције сабирања је 2, или сабирање је операција арности 2, обично се каже сабирање је бинарна операција.
Начелно, именовање функција или операција дате арности прати конвенцију сличну оној која се користи за бројевне системе са основом n, као што је бинарни или хексадекадни. Спаја се латински префикс за број са суфиксом -арно, на пример:
- нуларна функција не узима аргументе.
- унарна функција узима један аргумент.
- бинарна функција узима два аргумента.
- тернарна функција узима три аргумента.
- -арна функција узима n аргумената.